# Un bébé devant ma porte
Un bébé devant ma porte (Taking a Chance on Love) est un téléfilm américain réalisé par Douglas Barr, diffusé le 31 janvier 2009 sur Hallmark Channel.
Il est précédé du téléfilm The Note (en) diffusé en décembre 2007, et suivi du téléfilm Notes from the Heart Healer, diffusé en mai 2012.

## Synopsis
Une jeune femme, sans ressource et en mauvaise santé, ne voit d'autre solution que d'abandonner son fils devant la porte de Peyton, chroniqueuse et écrivaine. Celle-ci est au départ réticente mais, sur l'insistance de son mari, elle décide de garder provisoirement le petit Charlie. Elle s'attache de plus en plus à l'enfant pour, ensuite, vouloir l'adopter. La mère biologique, revenue à meilleure fortune, revient alors le chercher.

## Fiche technique
- Titre original : The Note 2: Taking a Chance on Love
- Réalisation : Douglas Barr
- Scénario : Douglas Barr
- Photographie : Peter Benison
- Musique : Eric Allaman
- Pays : États-Unis
- Durée : 88 minutes

## Distribution
- Genie Francis : Peyton McGruder
- Ted McGinley : Kingston Danville
- Katie Boland : Violette Johnsson
- Kate Trotter : Eve Miller âgée
- John Bourgeois (en) : Ben Morrick âgé
- Genelle Williams : Mandi
- Maria Ricossa : Nora
- John Bregar (en) : David
- Joanna Douglas : Eve Miller
- George Tchortov : Ben Morrick
- Chad Connell (en) : Billy Miller
- Preston Hayes : Ritchie Franks
- Philip Akin : Jules Grandfield
- Christopher Cordell : Mike
- Justin Skye Conley : Marine
- Michael Albert Brown : Marine
- Raymond Ablack : Magasinier
- Kristian Truelsen : Prêtre